# Graben (Zwitserland)
Graben is een gemeente en plaats in het Zwitserse kanton Bern, en maakt deel uit van het district Oberaargau.
Graben telt 317 inwoners.